# Kladruby, Rokycany
Kladruby là một làng thuộc huyện Rokycany, vùng Plzeňský, Cộng hòa Séc.